# Rissoella florae
Rissoella florae is een slakkensoort uit de familie van de Rissoellidae. De wetenschappelijke naam van de soort is voor het eerst geldig gepubliceerd in 2005 door Ortea & Espinosa.